# Praia dos Ingleses

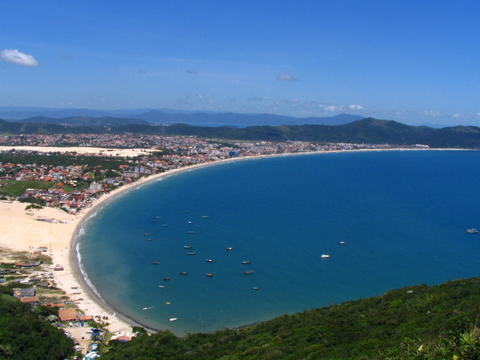
Praia dos Ingleses, vista a partir da trilha que leva ao morro ao leste da praia. Pode-se ver o extremo norte das dunas e o aglomerado urbano do bairro. Ao fundo, os morros do continente.

A praia dos Ingleses está situada no bairro de Ingleses, norte da ilha de Santa Catarina, no municipio de Florianópolis, capital do estado brasileiro de Santa Catarina.
É uma praia com 4,83 km de extensão, mar aberto, águas azuis e mornas e com poucas ondas, com muita areia, onde inclusive é praticado o surf de areia (sandboard), um esporte praticado por pessoas de todas as idades nas dunas existentes no local. São também realizados passeios náuticos.
Ao norte da praia dos Ingleses, após o costão, encontra-se a Brava, e ao sul, a praia do Santinho, também no distrito de Ingleses do Rio Vermelho.

## Curiosidade histórica
Com a imigração em massa de açorianos para a cidade entre 1747 e 1756, as dificuldades de acesso aos lugares mais afastados levaram o governo a descentralizar o poder dividindo a Ilha em freguesias, que mais tarde dariam origem às intendências. Ingleses fazia parte da Freguesia de São João Batista do Rio Vermelho, fundada em 1831, e o nome da praia deve-se a um navio inglês que encalhou ali. Existem duas hipóteses para o destino do navio. A primeira diz que ele desencalhou e seguiu seu rumo, deixando alguns tripulantes na Ilha. A outra diz que ele naufragou.